# Darren Pang
Darren Pang (* 17. Februar 1964 in Meaford, Ontario) ist ein ehemaliger kanadischer Eishockeytorwart und ist zurzeit als Sportkommentator der St. Louis Blues aus der National Hockey League tätig.

## Karriere
Darren Pang begann seine Karriere 1981 in der kanadischen Juniorenliga OHL bei den Belleville Bulls. Während seiner zweiten Saison wechselte er innerhalb der Liga zu den Ottawa 67’s. 1983/84 konnte er dann mit Ottawa den Memorial Cup gewinnen und wurde mehrfach ausgezeichnet, unter anderem als bester Torhüter der Memorial-Cup-Finalrunde.
Nachdem er durch diese Erfolge auf sich aufmerksam gemacht hatte, wurde er als Free Agent von den Chicago Blackhawks verpflichtet. Er durfte auch gleich in der Saison 1984/85 sein erstes Spiel in der NHL bestreiten, absolvierte aber den Großteil der Saison in der IHL bei den Milwaukee Admirals, dem Farmteam der Blackhawks. Nach zwei weiteren Jahren in der IHL bei den Saginaw Gears konnte er sich im Herbst 1987 endlich im NHL-Kader durchsetzen und bestritt die Saison 1987/88 als die Nummer eins bei den Blackhawks. Er landete auf dem dritten Platz bei der Wahl zur Calder Memorial Trophy für den besten Rookie der Saison und wurde ins NHL All-Rookie Team gewählt. Auch in der Saison 1988/89 blieb er der Stammtorhüter, konnte aber nicht mehr mit guten Leistungen überzeugen und wurde im Herbst 1989 in die IHL zu den Indianapolis Ice geschickt, wo er die Saison 1989/90 verbrachte.
Im Herbst 1990 wurde er wieder ins Trainingscamp der Chicago Blackhawks eingeladen. Am 21. September zog er sich im Trainingscamp eine schwere Knieverletzung zu, die schließlich das Karriereende bedeutete.
Er blieb dem Eishockey treu und arbeitete mehrere Jahre als Trainer. Von 1996 bis 1999 war er Assistenztrainer des Eishockeyteams der University of Notre Dame und von 2002 bis 2004 trainierte er die Torhüter der Indianapolis Ice aus der CHL.
Größere Popularität erreichte er aber durch seine Tätigkeit im Radio und Fernsehen. Für die TV-Sender ESPN, ABC und NBC arbeitete er als Reporter und Kommentator bei NHL-Spielen. Für NBC war er auch bei den Olympischen Winterspielen 2002 tätig. Zurzeit gehört er zum TV-Team der Phoenix Coyotes und arbeitet teilweise während der Playoffs für den kanadischen Sender TSN.
Darren Pangs bester Freund ist Steve Yzerman, der langjährige Mannschaftskapitän der Detroit Red Wings, den er schon aus Jugendzeiten kennt. Bei Yzermans Hochzeit war Pang Trauzeuge. Als das Trikot von Steve Yzerman mit der Nummer 19 am 2. Januar 2007 von den Red Wings offiziell gesperrt und an die Decke der Joe Louis Arena gehängt wurde, führte Darren Pang durch die feierliche Zeremonie.

## Erfolge und Auszeichnungen
- Dave Pinkney Trophy 1984 (gemeinsam mit Greg Coram)
- Memorial Cup 1984
- Hap Emms Memorial Trophy 1984
- Memorial Cup All-Star Team 1984
- OHL First All-Star Team 1984
- IHL Second All-Star Team 1987
- NHL All-Rookie Team 1988